# Абант (син на Посейдон)
Вижте пояснителната страница за други значения на Абант.
Абант (на старогръцки: Ἄβας, Abas) в гръцката митология е син на бог Посейдон и нимфата Аретуза, дъщерята на Нерей. На него е наречено племето абантите, живяло на остров Евбея.
Други източници назовават обаче друг митичен Абант или Абас, който дал името на абантите.